# Ікі-Бурульський район
Ікі-Бурульський район (рос. Ики-Бурульский район) — адміністративна одиниця Республіки Калмикія Російської Федерації.
Адміністративний центр — селище Ікі-Бурул.

## Адміністративний поділ
До складу району входять 13 сільських поселень:
1. Багабурульське, центр — селище Бага Бурул
2. Зундатолгинське, центр — селище Зунда Толга. Об'єднує селища Приманицький і Зунда Толга.
3. Ікі-Бурульське, центр — селище Ікі-Бурул. Об'єднує селища Байр, Ікі-Бурул, Зултурган і Шерет
4. Кевюдовське, центр — селище Кевюди. Об'єднує селища Кевюди, Кордон і Цаган Ташу
5. Манцинкецовське, центр — селище Манцин Кец
6. Маницьке, центр — селище Манич. Об'єднує селища Манич і Манджикіни
7. Оргакинське, центр — селище Оргакін. Об'єднує селища Магна, Оран-Булг, Оргакін і Шеєрнг.
8. Приманицьке, центр — селище Приманич. Об'єднує селища Джеджикіни, Приманич, Прудовий  і Шатта
9. Світловське, центр — селище Світлий. Об'єднує селища Інтернаціональний, Світлий, Соста, Хар-Зуха і Шар-Булг
10. Утсалинське, центр — селище Ут Сала
11. Хомутніковське, центр — селище Хомутніков
12. Чограйське, центр — селище Южний
13. Чолунхамурське, центр — селище Чолун-Хамур